# Calle del Carmen (Madrid)
La calle del Carmen es una vía urbana del distrito Centro de Madrid (España). Comienza en la Puerta del Sol y acaba en la Plaza del Callao. Se decía antiguamente que era la segundona de la calle Preciados (vía paralela). Era costumbre enunciar que los beatos y buscadores de iglesias se adentraban por esta vía. Actualmente es una de las calles más comerciales de la capital, destacando entre sus comercios la famosa administración de lotería de Doña Manolita, siendo costumbre en vísperas al sorteo de Navidad, sus largas colas para adquirir un décimo de lotería.

## Historia

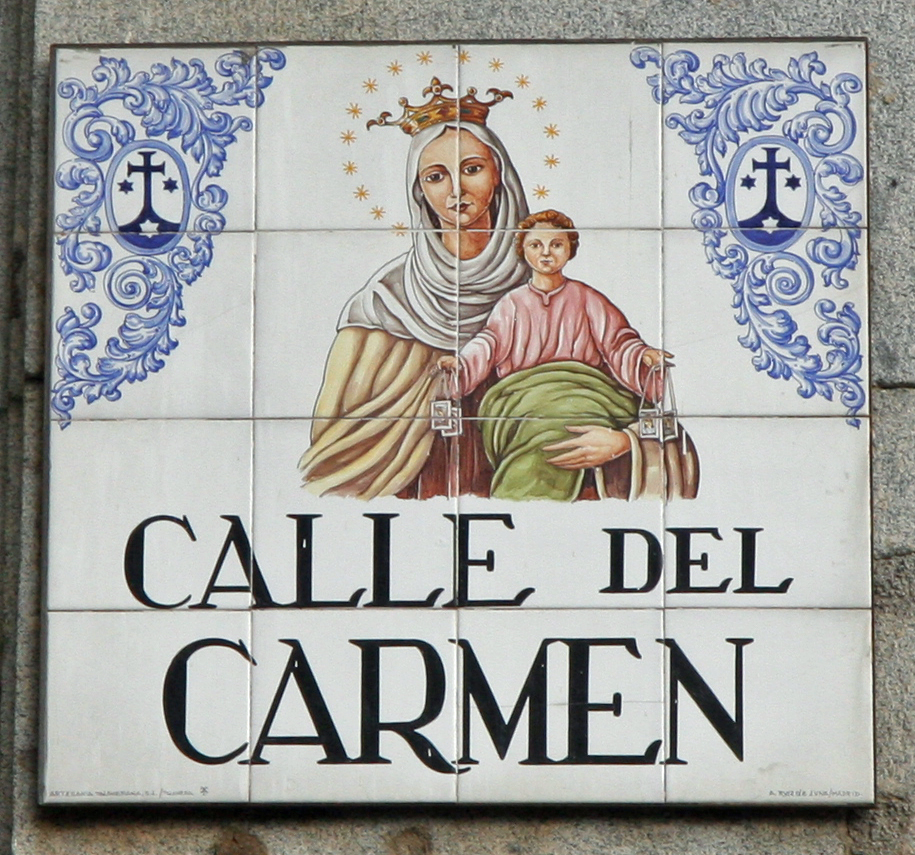
Placa de la calle, por el ceramista Alfredo Ruiz de Luna.

Se conoce la existencia de una iglesia del Carmen Calzado que le daría el nombre a la calle. En ella se ubicó el convento de Nuestra Señora del Carmen calzado de San Dámaso (denominada de forma popular como Convento del Carmen). Este convento poseía también unas covachuelas al estilo de las de San Felipe el Real que desaparecieron a principios del siglo XX para favorecer el tránsito por la calle.
En el comienzo de la calle que hace intersección con la Puerta del Sol se encontraba la puerta que dio origen a su nombre. La calle se convirtió en peatonal en los años noventa. La estatua del Oso y el Madroño estuvo ubicada a la entrada de esta calle, y en el año 2009 fue emplazada a la entrada de la calle de Alcalá. La denominación de la calle dio origen al nombre de las populares Fiestas del Carmen que lugo se dispersarían por los barrios periféricos de la ciudad.
En el edificio del número 4 con vuelta a la calle de Tetuán nació en 1887 el pintor Juan Gris.
Fue peatonalizada, junto a la vecina calle de Carretas en 1973.